# Мост через Кигач по трассе А-340
Мост через Кигач — соединяет Астраханскую область России и Атыраускую область Казахстана через реку Кигач в районе села Красный Яр.

## Расположение
Мост соединяет участок Астрахань-Атырау автодороги А-340 (между сёлами Кошелевка с российской и Бокейхан с казахстанской сторон), которая является частью международного коридора Е-40 «Запад — Восток», проходящего через Казахстан, южные регионы России и Украину и связывающего Казахстан и страны Средней Азии с центральными районами России, Северным Кавказом и Западной Европой.

## История
В конце 2005 года состоялась встреча президентов России и Казахстана, на ней губернатор Астраханской области Александр Жилкин поставил вопрос о необходимости возведения новой постоянно действующей переправы через реку Кигач на паритетных началах.
Переправа расположена в Красноярском районе Астраханской области, почти сорок лет единственным способом транспортировки грузов и людей через неё был паром. Владимир Путин и Нурсултан Назарбаев идею одобрили.
Строительство объекта началось с конца апреля 2006 года на основании Соглашения, подписанного между Правительствами Российской Федерации и Республики Казахстан — «О совместных действиях по строительству и эксплуатации пограничного мостового перехода через реку Кигач на автомобильной дороге Астрахань — Атырау».
При этом было оговорено, что транспортные подходы к мосту каждая сторона строит самостоятельно.
17 апреля 2006 года был определён основной подрядчик строительства: ОАО «Волгомост», строительством объекта занимался филиал компании — «Мостоотряд № 83».
3 октября 2007 года, мост был открыт премьер-министром Российской Федерации, премьер-министром Республики Казахстан и губернатором Астраханской области.

### Характеристики
Строительство моста позволит троекратно увеличить объём перевозки товаров большегрузными автомашинами: паром через Кигач способен ежесуточно переправлять четыреста трейлеров, а по мосту, по предварительным оценкам, сможет переезжать от трёх до пяти тысяч в сутки.
Кроме того, в период половодья река достигает в этих местах ширины в 280 метров, что создавало немало сложностей для переправы на пароме.
Проект моста был выполнен саратовским филиалом ОАО «ГипродорНИИ».
Расчётная скорость движения по мосту: 100 км в час.

Общая длина трассы (мост плюс подъездные пути): 4,64 км. В том числе:
- по территории Казахстана 1,5 км,
- по территории России 3,14 км.

Общая длина моста 370 погонных метров.

Стоимость объекта по торгам 561 миллион рублей. В том числе:
- доля Российской Федерации — 314 млн рублей;
- доля Республики Казахстан 247 миллионов рублей.